# Радолицкая, Наталья Викторовна
Наталья Витальевна Радолицкая (6 февраля 1945, Москва — 17 июня 1983, Куйбышев) — советская актриса театра и кино. Заслуженная артистка РСФСР (1981).

## Биография
Родилась в 1945 году в Москве.
В 1966 году окончила Харьковский театральный институт.
С 1966 года снималась в кино дебютировав в роли купальщицы в фильме Андрея Тарковского «Андрей Рублёв» — её эпизодическая роль стала первым «ню» в советском кинематографе.
В 1966—1975 годах — актриса Одесского музыкально-драматического театра.
В 1975—1983 годах — актриса Куйбышевского академического театра драмы им. Горького.
Была женой режиссёра Петра Монастырского.
В 1983 году умерла от рака. Ей было всего 38 лет.

## Фильмография
- 1966 — Андрей Рублёв — купающаяся
- 1974 — Контрабанда — Валя, официантка
- 1974 — Прощайте, фараоны! — Катря
- 1976 — Продавец дождя (фильм-спектакль) — Лиззи
- 1981 — Зыковы (фильм-спектакль) — Софья
- 1982 — Усвятские шлемоносцы (фильм-спектакль) — Натаха